# Шурыгин, Валерий Иванович
Валерий Иванович Шурыгин (22 июля 1937 — 26 февраля 2023) — советский боксёр, мастер спорта СССР, отличник физической культуры и спорта России, тренер по боксу спортивной школы олимпийского резерва имени Васильева в Оренбурге. Заслуженный тренер России.

## Биография
Валерий Шурыгин родился 22 июля 1937 года. Стал заниматься боксом в 1952 году, а спустя 6 лет занятий и тренировок Валерий Шурыгин стал финалистом чемпионата России. Тренером и наставником Валерия Шурыгина был Ирик Жданов.
В 1960 году Валерий Шурыгин становится финалистом ЦС «Динамо», в 1961 и 1962 годах он завоевывает звание чемпиона ЦС «Динамо». Валерий Шурыгин был победителем на зональных первенствах России. Работал тренером-преподавателем по боксу ГБУДОД «СДЮСШОР № 3 им. Заслуженного тренера России Г. И. Васильева».
Валерий Шурыгин был тренером сборной страны.
Среди его учеников — Арман Сияканов, один из победителей Первенства Оренбургской области по боксу среди юниоров 17—18 лет в своей весовой категории и Дмитрий Заруднев. Его учениками были Валерий Лагутин, Олег Елхов и Алексей Кузин — победители международного турнира по боксу, посвящённого памяти чемпиона России в тяжёлом весе Юрия Большакова.
Скончался 26 февраля 2023 года.